# Ernesto Calzadilla
Juan Ernesto Calzadilla Regalado, bardziej znany jako Ernesto Calzadilla (ur. 5 września 1974 r. w Caracas, w Wenezueli) – wenezuelski aktor i model, były Mister Wenezueli '98.
Ernesto zdobył międzynarodową popularność wygrywając Manhunt International '99 w Manili, na Filipinach. Potem kontynuował karierę w telewizji.

## Filmografia

### Seriale TV
- 2004: La Granja - występuje w roli samego siebie
- 2006: Najładniejsza brzydula (La fea más bella) jako Eduardo
- 2007: SOS: Seks i inne tajemnice (Sexo y otros secretos) jako Claudio
- 2009: Miłość w areszcie (Amor en custodia) jako Juan Manuel Aguirre
- 2011: Nagrody Shock (Premios Shock)
- 2011-2012: Nazywam się (Yo Me Llamo) jako Gospodarz
- 2012: Najświętsze (Las Santisimas) jako Federico Díaz
- 2012: Hipochondryk (La hipocondriaca) jako Alejandro Pulido